# Lars Erik Magnusson
Lars Erik Magnusson, född 8 juli 1927 i Falköping, död 30 september 2003 i Eriksfälts församling, Malmö, var en svensk arkitekt. 
Magnusson, som var son till köpman John Magnusson och Gunborg Rosell, avlade studentexamen i Borås 1947 och utexaminerades från Kungliga Tekniska högskolan 1952. Han anställdes hos arkitekt Allan Werner 1950, hos arkitekterna Backström & Reinius 1953–1956, startade och var innehavare L.E. Magnusson Arkitekt AB och Interiör Design AB i Mönsterås 1959. Han blev även stadsarkitekt i Målilla landskommun 1956 och i Mönsterås köping 1962. Han flyttade dock sin verksamhet till Helsingborg 1968.
Magnusson ritade yrkesskolor i bland annat Haparanda, Ludvika och Ulricehamn, högstadieskolor i bland annat Mönsterås och Finspång, hangarer, verkstad och kontor för Transair i Malmö, sporthallar i bland annat Kallinge, Laxå och Helsingborg samt stads- och generalplaner. Han deltog även i internationella projekt i bland annat Tanzania och Italien.